# Kaori Makimura
Kaori Makimura (槇村 香, Makimura Kaori), ou Laura Marconi dans la version française de l'animé, est un personnage de fiction créé par Tsukasa Hōjō dans le manga City Hunter en 1985.

## Biographie fictive
Kaori Makimura (Laura Marconi dans la version française de l'animé) est une femme très généreuse, volontaire et courageuse, née le 31 mars 1967,. On ne sait pas grand-chose de sa famille si ce n'est qu'elle a été adoptée et que son frère adoptif n'est autre qu'Hideyuki Makimura (Tony Marconi dans la version française de l'animé). Le père de ce dernier, policier, est arrivé un jour avec Kaori, encore bébé, après avoir tué le père biologique de celle-ci, un criminel en fuite. Son apparence est assez ambiguë. Bien que très jolie, elle s'habille le plus souvent comme un garçon manqué (plus pratique dans le cadre de son travail), ce qui attire bien évidemment les remarques sarcastiques de son partenaire, Ryô (Nicky Larson dans la version française de l'animé). Elle est plusieurs fois prise pour un garçon, ce qui la met très en colère. Cependant, elle cache sous cette apparence une silhouette parfaite, de très jolies jambes et une féminité qui n'a rien à envier aux autres éléments féminins de la série. La beauté de la jeune femme est d'ailleurs mise en avant à plusieurs reprises, notamment grâce à une de ses anciennes amies, Eriko (Myriam dans la version française de l'animé), qui avait tenu à dévoiler la femme cachée en elle. Ses nouveaux artifices n'avaient d'ailleurs pas laissé Ryô indifférent.
Cette apparence double est également un indice de la duplicité des rapports entretenus avec Ryô. Kaori est la première à affirmer n'avoir aucun sentiment pour lui, que son attitude la dégoûte et qu'aucun coup de marteau ne pourra le guérir de son obsession des femmes. Mais elle est aussi la première à être jalouse d'autres femmes et à se sentir humiliée quand Ryô fait tout pour lui faire comprendre qu'il n'éprouve rien pour elle, ce qui est bien évidemment un leurre. Ryô dissimule en effet les sentiments profonds qu'il éprouve pour Kaori, sachant parfaitement qu'en raison de son travail, l'aimer au grand jour ferait d'elle une cible de choix pour ses ennemis - ce qui n'empêche pas la jeune femme de se faire régulièrement enlever, en général au grand dam de ses ravisseurs qui découvrent rapidement son caractère bien trempé et, plus tard, ses grandes capacités en tant que partenaire du nettoyeur.
Élevée par son frère adoptif Hideyuki, Kaori n'a au départ rien à voir avec le milieu clandestin. Peu avant son 17e anniversaire, croyant à tort que son frère est devenu tueur à gage après avoir quitté la police, elle espionne ce dernier et fait ainsi la connaissance de Ryô, qu'elle accuse d'avoir détourné son frère du droit chemin. Elle ne lui révèle toutefois pas son identité (ce que lui devine) et il lui attribue le surnom de "Sugar Boy". Elle le retrouve trois ans plus tard au cours d'une enquête qu'elle mène sur la disparition d'une amie et, à la mort de son frère, tué par le cartel Union Teope le jour de son 20e anniversaire, elle décide de prendre la place de ce dernier en tant que partenaire de Ryô.
Au fil du temps, elle devient particulièrement douée dans la réalisation et la pose de pièges, formée par Umibôzu en personne. Il est à noter que Kaori cherche absolument à éviter de donner la mort. Ses pièges sont, pour la plupart, seulement incapacitants. Elle utilise le revolver de son défunt frère, un Colt Lawman MK-III, que Ryô, refusant qu'elle puisse un jour se salir les mains en commettant un homicide, a trafiqué afin qu'elle ne puisse jamais atteindre sa cible. Les balles de cette arme partent en tous sens, à tel point que Ryô lui-même est incapable de viser avec. Lorsqu'elle le découvre, Kaori, croyant que Ryô ne la considère pas comme une véritable partenaire, en sera profondément blessée et se mettra gravement en danger pour lui démontrer le contraire. À l'issue de cet épisode douloureux, Ryô lui restitue son arme parfaitement réglée et prête à l'emploi, mais en lui promettant toutefois de faire en sorte qu'elle n'ait jamais à tuer qui que ce soit.
Lorsque Ryô perd son sérieux face à une jolie femme, Kaori sort une massue de plusieurs tonnes avec laquelle elle assomme Ryô de toutes ses forces. Ces massues, qui comportent le plus souvent la mention 100 t, peuvent également porter l'inscription au nom du ciel, le nom d'une célébration pour la nouvelle année, l'inscription réserve personnelle de Kaori ou encore le numéro de la prébublication du chapitre dans le manga papier. Dans l'animé, les massues portent souvent le numéro de l'épisode et certaines portent également l'inscription honte du pays.
Au fur et à mesure que la série se développe, Kaori prend de plus en plus confiance en elle et devient très douée pour poser des pièges ou dissimuler son animosité à la manière d'un tueur professionnel. Elle réussit même à surprendre Umibôzu, pourtant passé maître dans la détection d'auras meurtrières à cause de sa cécité.
Dans la suite alternative Angel Heart, à la suite du décès de Kaori le jour de son mariage avec Ryô, son cœur de est transplanté à Glass Heart, une jeune fille tueuse à gages. Ses souvenirs de Kaori accompagnent son cœur dans son nouvel hôte. La seule réelle différence entre les deux versions de Kaori est que dans Angel Heart, ses capacités de pose de pièges ne sont pas évoquées et elle est définie comme ne sachant pas tirer, même avec une arme correctement réglée. Elle est par contre définie comme formée aux premiers soins et infirmière, et beaucoup plus tête brûlée.

## Description
Kaori mesure plus de 1,72 m. Sa dernière taille connue est 1,68 cm, lorsqu'elle était en classe de troisième. Elle avait ensuite échappé aux visites médicales, complexée par sa grandeur pour une nippone. Elle a les yeux noisettes, les cheveux courts, légèrement ondulés et tirant sur le roux sombre. Elle s'habille généralement de manière très masculine (ce qui est beaucoup plus prononcé dans la version animée) pour des raisons pratiques et ne porte pas de bijoux à l'exception de boucles d'oreilles très discrètes, et ne se maquille pas non plus, ou très peu. Entre sa grande taille et ses formes dissimulées sous ses vêtements, associées à son comportement et à sa manière de parler, elle peut facilement passer pour un garçon. Toutefois, elle aime beaucoup la mode féminine et porte également des robes et jupes courtes (surtout dans le manga papier).
À l'exception des rares fois où elle se met sur son 31 et porte des jupes courtes ou fendues, personne ne remarque qu'elle a en réalité de très jolies jambes et une poitrine qui, sans être des plus généreuses, est plus que présente et parfaitement galbée. À plusieurs reprises (notamment via une photo de Kaori en petite tenue et dont la tête était hors cadre), Ryô ne peut s'empêcher d'avoir une réaction bien visible : mokkori express de première classe.
Dans la suite alternative Angel Heart, Kaori conserve à peu près la même apparence que dans City Hunter, quoiqu'un peu plus mûre. Son apparence de garçon manqué est beaucoup plus prononcée et aussi mieux expliquée, mais sa féminité est indéniable quand elle tient son travail d'infirmière. City Hunter Shinjuku Private Eyes rend son apparence encore plus féminine.
Bien que Kaori soit médiocre dans l'utilisation des armes à feu, elle a un don, celui de faire apparaître sa massue comme par enchantement quand elle voit Ryô harceler une fille ou qu'elle découvre qu'il a été avec une autre fille.

## Œuvres où le personnage apparaît

### Mangas
- 1985 : City Hunter
- 2001 : Angel Heart
- 2018: City Hunter Rebirth

### Séries animées
- 1987 : City Hunter (Nicky Larson en version française)
- 2005 : Angel Heart

### Films
- 1989 : City Hunter : Amour, Destin et un Magnum 357
- 2019 : City Hunter Shinjuku Private Eyes
- 2023 : City Hunter Angel Dust

### OAV
- 1990 : City Hunter : Bay City Wars
- 1990 : City Hunter : Complot pour un million de dollars

### Téléfilms
- 1996 : City Hunter : Services secrets
- 1997 : City Hunter : Goodbye My Sweetheart
- 1999 : City Hunter : La Mort de City Hunter

### Films en prise de vue réelle
- 1992 : Niki Larson
- 2019 : Nicky Larson et le parfum de Cupidon de Philippe Lacheau, interprétée par Élodie Fontan

### Documentation
- Christophe Quillien, « Femmes de tête : Kaori Makimura », dans Elles, grandes aventurières et femmes fatales de la bande dessinée, Huginn & Muninn, octobre 2014 (ISBN 9782364801851), p. 34.